# Vrouwenlied
Het vrouwenlied, ook chanson d'histoire of chanson de toile, is een literair genre uit de Middeleeuwen, dat zo werd genoemd omdat de vrouwen het zongen terwijl ze aan het werk waren. Het vertelt vaak een avonturen- of liefdesverhaaltje. Het bestaat uit verzen van acht tot tien lettergrepen en bestaat uit enkele strofen.
Émilie Simon heeft volgens dit principe een lied geschreven dat simpelweg Chanson de toile heet.